# Xã Manchester, Quận Adams, Ohio
Xã Manchester (tiếng Anh: Manchester Township) là một xã thuộc quận Adams, tiểu bang Ohio, Hoa Kỳ. Năm 2010, dân số của xã này là 2.052 người.